# آلکسی بوتیان
آلکسی بوتیان (روسی: Алексей Николаевич Ботян؛ ۱۰ فوریهٔ ۱۹۱۷ – ۱۳ فوریهٔ ۲۰۲۰) فرد نظامی اهل ارمنستان بود.
وی همچنین برندهٔ جوایزی همچون قهرمان فدراسیون روسیه، نشان پرچم سرخ، نشان جنگ میهنی، مدال دفاع از مسکو، و نشان پرچم سرخ کار شده‌است.